# Peracarida
De Peracarida zijn een superorde van kreeftachtigen die behoren tot de klasse Malacostraca.

## Anatomie

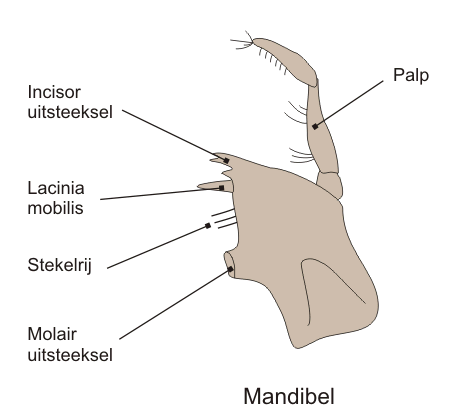
Algemeen bouwplan van de mandibel van een vlokreeftje

De Peracarida onderscheiden zich van de andere Malacostraca door enkele specifieke kenmerken in anatomie en ontwikkeling:
- ze bezitten een lacinia mobilis op de mandibel, gelegen tussen de molare en de incisieve uitsteeksels (zie figuur).
- er is een marsupium (broedbuidel) aanwezig die gevormd wordt door de binnenste flappen op het eerste segment van de looppoten (thoracale coxale endieten), de oöstegieten. Enkel bij de Thermosbaenacea ontbreekt de broedbuidel en wordt in de plaats daarvan de carapax gebruikt.
- De jongen verlaten de broedbuidel als het manca-stadium. Dit zijn prejuvenielen die nog de laatste pereopoden missen. Een vrijlevend larvaal stadium ontbreekt in deze groep.

## Orden
De Peracarida worden in twaalf hedendaagse en een fossiele orde onderverdeeld:
- Amphipoda Latreille, 1816 (Vlokreeften)
- Bochusacea Gutu & Iliffe, 1998
- Cumacea Krøyer, 1846 (Zeekomma's)
- Ingolfiellida Hansen, 1903
- Isopoda Latreille, 1817 (Pissebedden)
- Lophogastrida Sars, 1870
- Mictacea Bowman, Garner, Hessler, Iliffe & Sanders, 1985
- Mysida Haworth, 1825 (Aasgarnalen)
- Pygocephalomorpha †, Beurlen, 1930
- Spelaeogriphacea Gordon, 1957
- Stygiomysida Tchindonova, 1981[2]
- Tanaidacea Dana, 1849 (Naaldkreeftjes)
- Thermosbaenacea Monod, 1927 (Bronkreeftjes)